# Encarnación
Encarnación é uma cidade do Paraguai, capital do departamento de Itapúa, localizada no sul do país sobre a margem direita do Rio Paraná, a 370 km da capital do país, Assunção, e na fronteira com a República Argentina.
É a terceira cidade do país, economicamente falando, logo depois de Assunção e de Ciudad del Este.
Além disso, é um importante polo comercial e industrial do Paraguai e mantém um forte vínculo con a cidade de Posadas, na Argentina, conectada através da ponte Rodoviaria e ferroviaria San Roque González de Santa Cruz que cruza sobre o Rio Paraná.

## História
A redução que deu origem à cidade foi fundada em 25 de março de 1615 pelo jesuíta São Roque González Santa Cruz (primeiro santo paraguaio) .

## População
Contava com 93.497 habitantes no censo oficial de 2002 no distrito, e 67.173 na área urbana, atualmente 127 527 habitantes. Tem a etnografia mais cosmopolitana do país com uma grande quantidade de minorias, entre as principais se encontram a alemã, a italiana, a ucraniana, a libanesa e a japonesa. Ainda a maioria segue sendo mestiça hispano - guarani.
Sua população tem sofrido sucessivas mudanças desde sua fundação, mas com crescimento significativo recente a começos do século XX com a chegada de imigrantes europeus especialmente italianos. Em meados do mesmo século sua população cresce a um ritmo menor, mas segue sendo elevado.
Desde os trabalhos de recolocação da Entidade Binacional de Yacyretá a sua população mostra uma significativa diminuição demográfica, mas que é o resultado da mudança da população nas zonas afetadas a Cambyretá, San Juan del Paraná ou a Compañía de Ita passo, especificamente a zona de Cambyretá próxima a cidade (Bairros Arroyo porâ e San Francisco).
De acordo com as estimações de 2010 da Direção Geral de Estatísticas, Encostas e Censos, Encarnación contava com 121,326 habitantes no total, dos quais 59,768 são homens e 61,558 mulheres.

## Economia
Encarnacíon é um importante porto fluvial e por estar na fronteira com a Argentina muitos de seus habitantes se dedicam ao item comercial, tendo seus negócios em diferentes pólos mercantis da conurbação, dentro das quais se destacam: A "Zona Alta" ou "Centro", e o "Circuito Comercial", nas proximidades do aduaneiro de Encarnación e da ponte Internacional; além da "Placita", edifício construído pela EBY (Entidade Binacional de Yacyreta) localizado a 100 m da Avenida Irrazabal, especificamente para absorver a comercialização de produtos de primeira necessidade (frutas, verduras, carnes, etc.)
Além disso, a cidade tem várias indústrias destacando a presença de serrarias, curtidoras, peleterias e desmontadoras de algodão. Assim como concentração, industrialização e comercialização de milho, erva mate, arroz, cítricos e tabaco. Ultimamente tem entrado em auge a exploração, cristalização e exportação do Ka`a He`e (erva doce), que é um edulcorante natural (sem açúcar) especialmente para os mercados europeus e japoneses.

## Turismo

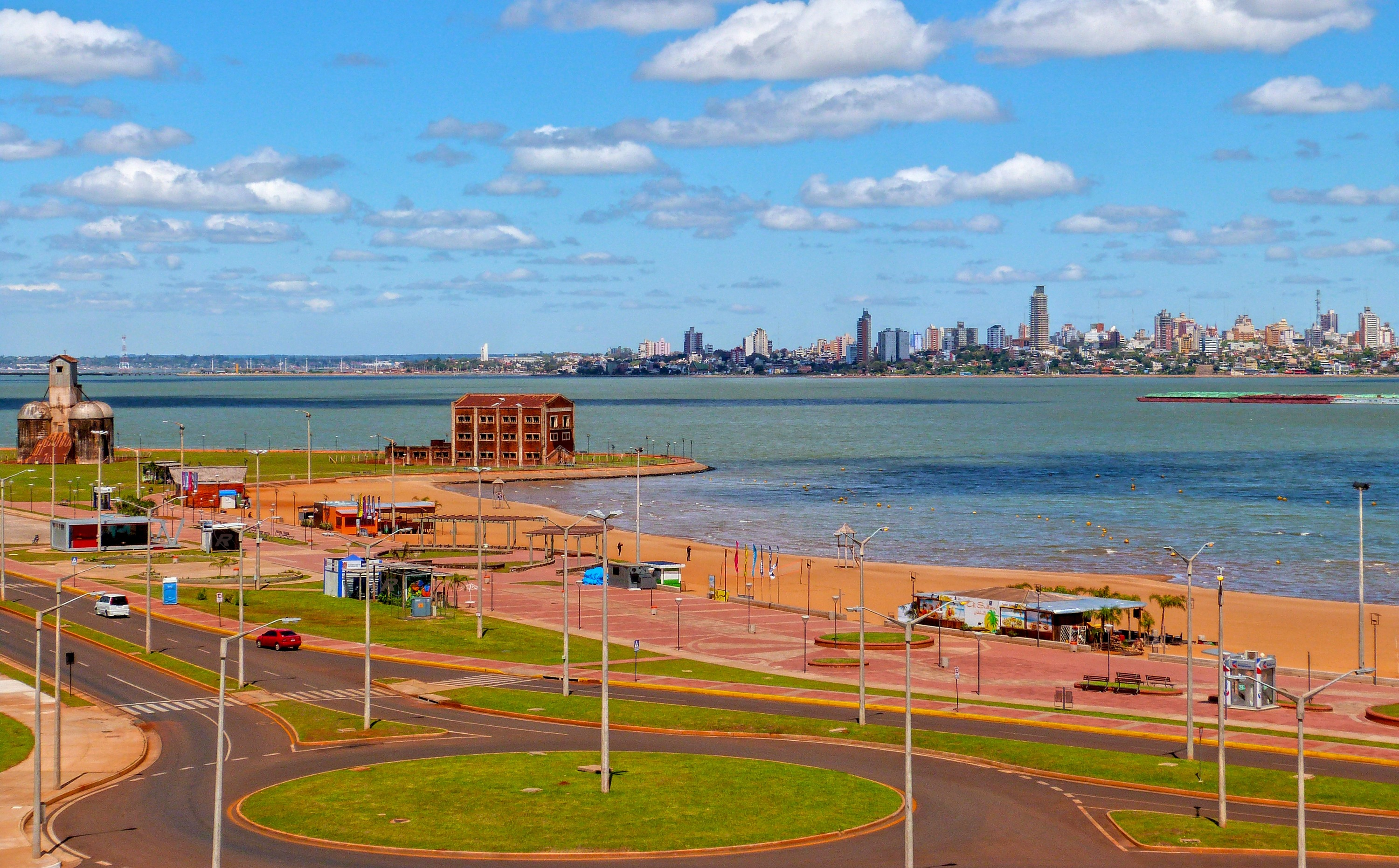
Praia San José, no Río Paraná, com muito movimento no verão.

A cidade dispõe de uma boa infra-estrutura turística, já que conta com numerosos hotéis de todos os níveis e locais gastronômicos de até 5 estrelas que oferecem uma quente atenção ao turista.
A cidade conta com uma variedade de comércios e lugares de lazer, a grande maioria dos turistas que visitam a cidade durante o quente mês de fevereiro (verão meridional) para assistir as festas do Carnaval Encarnaceno, o mais importante do país. Ultimamente as praias San José, Mbói Ka'e e Pacu Cua são as mais movimentados no verão, em Paraguai e na região.
Também a visitam no regresso de sua viagem às famosas Cataratas do Iguaçu, na chamada Tripla Fronteira com Argentina e Brasil.
Além disso, possui vários atrativos turísticos como sua proximidade as Missões Jesuítas da Santíssima Trindade do Paraná e as Missões Jesuítas de Jesus de Tavarangué (declaradas Patrimônio da Humanidade pela Unesco em 1993) e o oratório da Virgem de Itacua.

## Educação
É a cidade universitária mais importante do sul do país. Possui estabelecimentos que cobrem desde a educação pré-escolar até a universitária. Destaca-se a Universidade Nacional de Itapúa (UNI), que oferece a juventude as seguintes faculdades com suas respectivas carreiras:
- Ciências Agropecuárias
  - Engenharia Agropecuária

- Ciências Econômicas
  - Engenharia Comercial - Licenciatura em Ciências Contáveis - Licenciatura em Administração

- Ciências Jurídicas
  - Direito

- Humanidades
  - Licenciatura em Bilingüismo Guarani -Castelhano - Licenciatura em Psicologia - Licenciatura em Ciências da Educação - Carreiras de Postgrados

- Engenharia
  - Engenharia Civil - Engenharia em Informática - Engenharia Eletromecânica

- Medicina
  - Medicina

Também a Universidade Católica e a Universidade del Norte oferecem muitas modalidades de estudo aos jovens da região. Ainda sim, muitos decidem ir estudar na vizinha província de Misiones, na Argentina, ainda que essa quantidade diminui continuamente.

## Clima
Possui um clima subtropical sem estação seca, com uma temperatura media anual de 21 °C, a mínima nos invernos chega aos -3 °C, e uma máxima que alcança aos 39 Cº no verão.
| Dados climatológicos para Encarnacion | Dados climatológicos para Encarnacion | Dados climatológicos para Encarnacion | Dados climatológicos para Encarnacion | Dados climatológicos para Encarnacion | Dados climatológicos para Encarnacion | Dados climatológicos para Encarnacion | Dados climatológicos para Encarnacion | Dados climatológicos para Encarnacion | Dados climatológicos para Encarnacion | Dados climatológicos para Encarnacion | Dados climatológicos para Encarnacion | Dados climatológicos para Encarnacion | Dados climatológicos para Encarnacion |
| Mês                                   | Jan                                   | Fev                                   | Mar                                   | Abr                                   | Mai                                   | Jun                                   | Jul                                   | Ago                                   | Set                                   | Out                                   | Nov                                   | Dez                                   | Ano                                   |
| ------------------------------------- | ------------------------------------- | ------------------------------------- | ------------------------------------- | ------------------------------------- | ------------------------------------- | ------------------------------------- | ------------------------------------- | ------------------------------------- | ------------------------------------- | ------------------------------------- | ------------------------------------- | ------------------------------------- | ------------------------------------- |
| Temperatura máxima média (°C)         | 32                                    | 31                                    | 30                                    | 27                                    | 24                                    | 21                                    | 21                                    | 23                                    | 25                                    | 27                                    | 29                                    | 31                                    | 25                                    |
| Temperatura mínima média (°C)         | 21                                    | 20                                    | 18                                    | 15                                    | 12                                    | 9                                     | 10                                    | 11                                    | 13                                    | 15                                    | 17                                    | 19                                    | 15                                    |
| Precipitação (mm)                     | 185,4                                 | 154,9                                 | 137,2                                 | 139,7                                 | 132,1                                 | 132,1                                 | 91,4                                  | 114,3                                 | 129,5                                 | 175,3                                 | 162,6                                 | 139,7                                 | 1 694,2                               |
| Fonte: The Weather Channel 30-10-2010 |                                       |                                       |                                       |                                       |                                       |                                       |                                       |                                       |                                       |                                       |                                       |                                       |                                       |

## Meios de comunicação
Em Encarnación se assenta a central de SUR TV -Canal 7 TV Itapúa-, um dos mais importantes da região, Canal 2, TVS e RTV, visto tanto por cidadãos paraguaios como argentinos; conta com seu próprio provedor de Internet que é Itacom (Itapua Comunicaciones S.A) e ademais conta com seu próprio jornal, O Mercúrio de Itapúa, publicação semanal de interesse geral. Também possui varias emissoras de radio.

## Acessos
A Encarnación se pode ter acesso através da Rota 1 "Mariscal Francisco Solano López", que a comunica com Assunção, a capital paraguaia localizada a uns 365km de distancia. Também se pode chegar pela Rota 6 "Doctor Juan León Mallorquín" que comunica a cidade com Ciudad del Este, na conhecida Tríplice Fronteira, a uns 280km.
Também é possível acessar a cidade através da Ponte Internacional San Roque González de Santa Cruz, que a comunica rapidamente com Posadas, a capital da província argentina de Misiones, e por sua vez com o resto da República Argentina. Ademais, conta com um trem que a liga com Posadas cruzando a citada ponte, que é mista (veículos e trens). 
Conta com um aeroporto localizado a uns 12 km do Encarnación, na cidade de Capitán Miranda, chamado Aeroporto Tetente Amín Ayub González, o terceiro más importante do Paraguai, com voos diários à capital do país.

## Rol regional
Como capital do departamento de Itapúa é sede do governo do mesmo, ademais é sede da municipalidade do distrito de Encarnación.
Possui 6 consulados: Alemanha, Argentina, Uruguai, Japão, Brasil e Ucrânia.